# ニミル・アブデル＝アジズ
ニミル・アブデル＝アジズ（オランダ語: Nimir Abdel-Aziz, 1992年2月5日 - ）は、オランダの男子バレーボール選手。

## 来歴
2012年、欧州リーグでオランダ代表の優勝に貢献し、自身もベストサーバーとベストセッターを受賞した。セッターとしての実績を持ちながら、後にオポジットとしてのプレーが中心となる。
クラブでは、セリエAの強豪チームでプレーした。2017年よりパワーバレー・ミラノでプレーし、2020年よりトレンティーノ・バレー。2021年よりモデナ・バレーでプレー。
オランダ代表の低迷を抜け出せずにいたが、2021年、ネーションズリーグに出場できることとなり、上位進出のチャンスが訪れた。ネーションズリーグではチームの上位進出はならなかったが、予選ラウンドでベストサーバー、ベストアタッカー、得点王となる活躍をした。同年の欧州選手権ではチームの5位に貢献し、自身もベストオポジットを受賞した。
2022年、モデナで2021/22シーズンを終えた後、チームメイトのイアルバン・ヌガペトと共に、アジアクラブ選手権限定で、イランのペイカン・テヘランVCでプレーし、チームの優勝に貢献した。ネーションズリーグでも予選ラウンドでベストサーバー、ベストアタッカー、得点王となる活躍をし、オランダ代表の8強入りに貢献した。同年、トルコのハルクバンクSKに移籍した。
2024年、ウルフドッグス名古屋への入団が発表された。総得点、アタック決定率、サーブ効果率の3部門でタイトルを獲得。2025年5月に退団が発表された。

## 人物
- チャド人の父親とオランダ人の母親の間にハーグで生まれ、幼少期はナミビアで過ごした。

## 球歴
- オランダ代表
  - 世界選手権 - 2018年、2022年
  - ネーションズリーグ - 2021年、2022年
  - 欧州選手権 - 2013年、2015年、2017年、2019年、2021年
  - 欧州リーグ - 2011年、2012年、2018年ゴールデン、2019年ゴールデン
  - ワールドリーグ - 2013-2017年

## 所属クラブ
- VCズヴォレ (nl) （2010-2011年）
- シスレー・バレー（2011-2012年）
- ピエモンテ・バレー（2012-2013年）
- ジラートバンク (tr) （2013-2014年）
- ZAKSAケンジェジン・コジレ (pl) （2014-2015年）
- スタッド・ポワトヴァン・バレー・ビーチ (fr) （2015-2017年）
- パワーバレー・ミラノ（2017-2020年）
- トレンティーノ・バレー（2020-2021年）
- モデナ・バレー（2021-2022年）
- ペイカン・テヘランVC（2022年5月）
- ハルクバンクSK (tr) （2022-2024年）
- ウルフドッグス名古屋（2024-2025年）
- 🇶🇦アル・ラーヤン（2025年5月）

## 受賞歴
- 2012年 - 欧州リーグ ベストサーバー・ベストセッター
- 2021年 - 欧州選手権 ベストオポジット
- 2025年 - 2024-25 SV.LEAGUE MEN レギュラーシーズンMVP・MIP賞・ベストオポジット・トップスコアラー・トップスパイカー・トップサーバー